# Ik mis je (televisieprogramma)
Ik mis je is een televisieprogramma van de Evangelische Omroep met een gelijknamige online community. In Ik mis je ontmoeten Arjan Lock en Marleen Stelling mensen die te maken hebben met verlies. Op een begraafplaats of op een andere plek van betekenis hebben ze indringende gesprekken over afscheid nemen en verdriet, maar ook over het leven en hoe troost weer glans daaraan kan geven.
Ik mis je wordt wekelijks uitgezonden op zaterdagavond 19:15 uur en zondagochtend om 08:55 uur op NPO 2. Mensen kunnen zich via de website van Ik mis je aanmelden als ze hun verhaal in het programma of in de online community willen delen. 

## Achtergrond
Ik mis je is begonnen in 2003 en werd vanaf 2014 opgevolgd door Bakkie troost in samenwerking met de IKON. Sinds 2016 heet het programma weer Ik mis je. Het programma haalt volgens Stichting KijkOnderzoek 136.000 kijkers, een marktaandeel van 6,6%.

## Trivia
In het radio-programma De Muzikale Fruitmand is het een radiomonument.